# Stamlijn Goes
De stamlijn Goes was een industrieaansluiting in Goes. De lijn liep van Station Goes westelijk om de stad, kruiste gelijkvloers de Middelburgse straat, liep westelijk van de Ringbaan West, via de ringbrug over het Kanaal Goes - Goese Sas tot aan de voormalige vestiging van de Apparaten- en Ketelfabriek, tegenwoordig de Ketelkade.

## Geschiedenis
De lijn werd in 1967 geopend door de Nederlandse Spoorwegen als onderdeel van de industrialisatiedrang van de gemeente Goes. Voor het eerste gedeelte van de verbinding werd de bedding van de opgebroken tramlijn Goes - Wolphaartsdijkse Veer gebruikt. De lijn was bedoeld om de bedrijven in het Goese havengebied een spooraansluiting te bieden. In praktijk hebben alleen de Apparaten- en Ketelfabriek (AKF) en houthandel van Riessen er kortstondig gebruik van gemaakt. In 1984 is de lijn gesloten en vervolgens opgebroken.

## Restanten
Van de lijn zelf is zeer weinig meer terug te vinden. 
Bij het begin van de lijn ten westen van het station van Goes was er tot 2022 nog een stukje spoor te zien dat eindigde in een stootjuk. Het tracé is grotendeels nog goed te volgen aangezien dat als basis heeft gediend voor het aanleggen van de noord- en westzijde van de ringweg in Goes. 